# Miguel Ferreira
Miguel Ferreira Pereira ou Miguel Ferreira - em algumas fontes o seu nome consta como Miguel Ferreira de Almeida, incorretamente (Rio de Janeiro, 20 de setembro de 1949), é um ex-futebolista brasileiro que atuava como zagueiro.
Atualmente é treinador e auxiliar-técnico.

## Carreira
Miguel jogou no Vasco, vindo do Olaria Atlético Clube. Ele integrou o time campeão do Campeonato Brasileiro de 1974 (ano em que foi premiado pela Bola de Prata como um dos melhores zagueiros do certame, ao lado de Elías Figueroa), primeiro campeonato brasileiro do Gigante da Colina, formando uma das grandes duplas de zaga da história do clube com o zagueiro Moisés. 
Também integrou a chamada Máquina Tricolor do Fluminense, sendo bicampeão carioca em 1975/1976, campeão de diversos torneios internacionais pelo Tricolor, tendo também conquistado em 1976 pela Seleção Brasileira o Torneio Bicentenário dos EUA, a Copa Rio Branco, a Copa Roca e a Taça do Atlântico.. 
Após isso, virou-se treinador, tendo comandado Bonsucesso e Bangu, além de ter sido assistente de Antônio Lopes em diversos clubes, entre eles o Atlético Paranaense.

## Títulos
Vasco da Gama
- Campeonato Brasileiro: 1974
- Torneio Quadrangular do Rio de Janeiro: 1973
- Taça José de Albuquerque: 1972
- Troféu Pedro Novaes: 1973
- Torneio Erasmo Martins Pedro: 1973
- Taça Oscar Whight da Silva: 1974
- Taça Danilo Leal Carneiro: 1975
- Taça Cidade de Cabo Frio: 1975

Fluminense
- Campeonato Carioca: 1976
- Torneio de Paris de 1976
- Troféu Teresa Herrera: 1977
- Torneio Viña del Mar: 1976
- Copa Vale do Paraíba de 1977
- Taça Última Hora: 1976
- Taça Amadeu Rodrigues Sequeira: 1976

Seleção Brasileira
- Copa Roca de 1976
- Taça do Atlântico de 1976
- Copa Rio Branco 1976
- Taça Oswaldo Cruz 1976
- Torneio Bicentenário dos Estados Unidos: 1976

### Prêmios Individuais
- Bola de Prata (Placar): 1974